# Takahasi Hideto
Takahasi Hideto (Iszeszaki, 1987. október 17. –) japán válogatott labdarúgó.
A japán válogatott tagjaként részt vett a 2013-as konföderációs kupa.

## Statisztika
| Japán válogatott | Japán válogatott | Japán válogatott |
| Időszak          | Mérk.            | gól              |
| ---------------- | ---------------- | ---------------- |
| 2012             | 4                | 0                |
| 2013             | 3                | 0                |
| Összesen         | 7                | 0                |